# Phytoliriomyza aysensis
Phytoliriomyza aysensis är en tvåvingeart som beskrevs av Spencer 1982. Phytoliriomyza aysensis ingår i släktet Phytoliriomyza och familjen minerarflugor. Inga underarter finns listade i Catalogue of Life.